# Municipio de Huimanguillo
El municipio de Huimanguillo es un municipio localizado en la región del río Grijalva y en la subregión de la Chontalpa, es el municipio más grande del estado mexicano de Tabasco. Su cabecera municipal es la ciudad de Huimanguillo, y además está conformado por 2 ciudades, 3 villas, 18 poblados, 26 colonias agrícolas, 42 rancherías y 106 ejidos.
Su extensión es de 3,757.59 km², los cuales corresponden al 15.35% del total del estado. Esto coloca al municipio en el primer lugar en extensión territorial en el estado. Colinda al norte con el municipio de Cárdenas, al este limita con el estado de Chiapas, al sur con los estados de Chiapas y Veracruz, y al oeste con el estado de Veracruz. Se le conoce con el mote de: "el gigante de Tabasco", ya que es el municipio más extenso de Tabasco.

## Toponimia
Su nombre es el diminutivo de Huimango, que a su vez deriva del vocablo náhuatl Uei-man-co, que significa "lugar del cacique principal" o "lugar de autoridades grandes".

## Historia
En el territorio de lo que hoy es el municipio de Huimanguillo, hacia el 1000 a. C. floreció la cultura Olmeca (habitantes de la región del hule), llamada también la cultura madre de Mesoamérica; cuyo centro político y religioso se encontraba en lo que hoy se conoce como La Venta.
En la zona arqueológica de La Venta se han hallado vestigios importantes, como las cabezas colosales, llamadas popularmente cabezas olmecas y otros gigantescos monolitos que actualmente se exhiben en el parque museo de La Venta de la capital del estado; así como la pirámide más antigua de Mesoamérica, y una de las más viejas del Nuevo Mundo. Lo que hace del sitio uno de los principales centros de la civilización Olmeca. Estos vestígios nos revelan a una cultura evolucionada y enigmática.

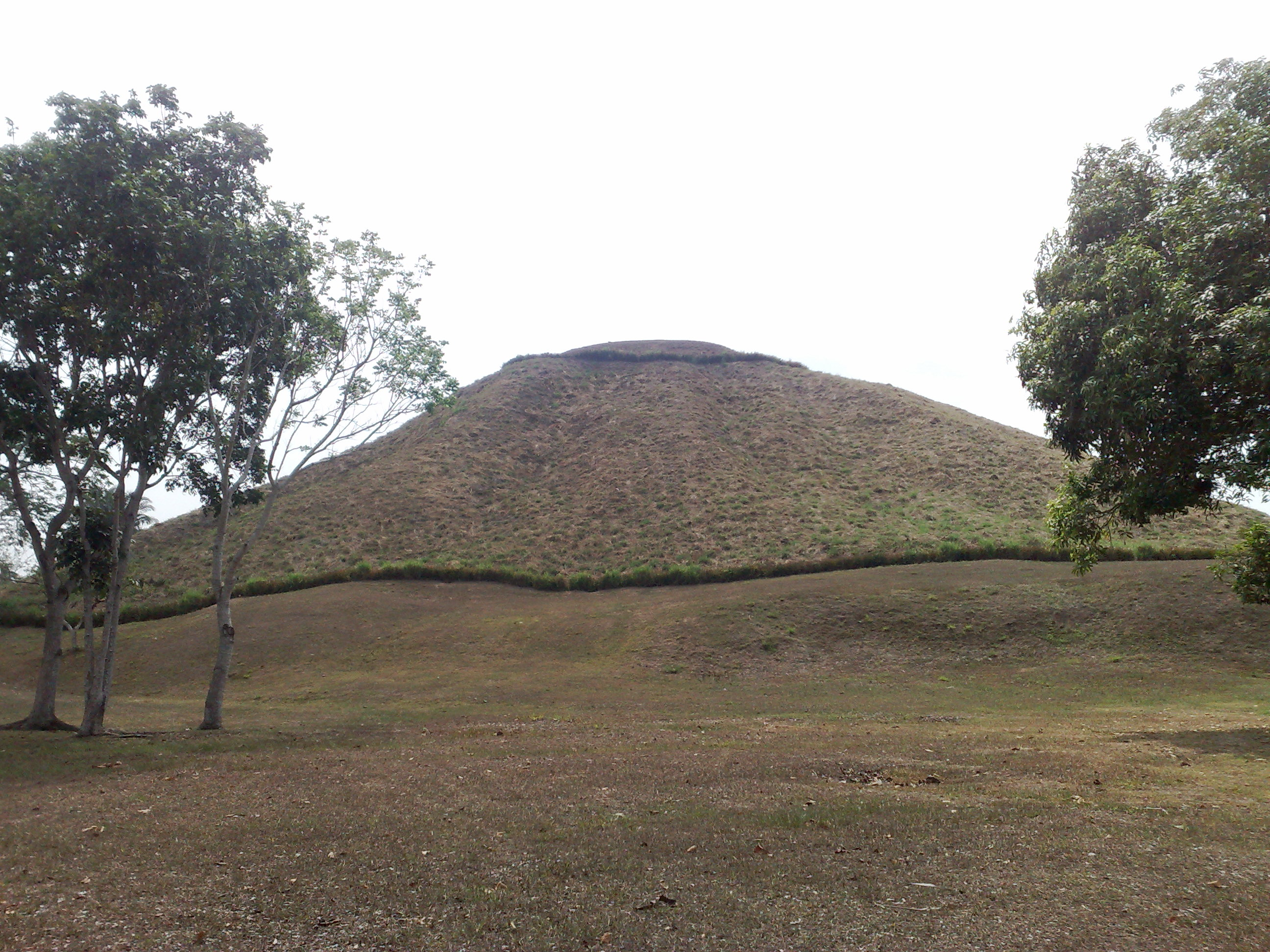
Pirámide de la zona arqueológica de La Venta, la pirámide más antigua de Mesoamérica.

El esplendor de esta cultura empezó su decadencia desde el 600 al 400 a. C. aproximadamente y ocupó gran parte del territorio mesoamericano, parte de lo que hoy conocemos como Veracruz y Tabasco principalmente. Los centros ceremoniales conocidos son Tres Zapotes, San Lorenzo, el más antiguo y La Venta que es el principal.
Desde los años 400 hasta 900 d. C. en esta zona se distinguieron los Chontales como un pueblo de comerciantes con marcadas influencias nahuas y de origen Maya. Sin embargo fueron un pueblo que nunca pudieron desarrollarse plenamente debido a las fuertes incursiones de otros pueblos dominantes tales como los Itzaes y los Toltecas.
Hacia la llegada de los españoles dominaba esta zona un importante señor el cual regulaba el comercio y las rutas marítimas con otros pueblos sobre todo con el imperio Azteca, del cual era tributario. El río que los españoles bautizaron como Grijalva, llevaba su nombre y este era Taabscoob, del que se cree proviene la palabra Tabasco.
En lo que hoy es la barra de Santa Ana y el río Tonalá prevalecía otro pequeño grupo nahuatl de los diversos que aún coservaban características de sus raíces y de su organización política y lengua. Este grupo conocido como los Ahualulcos cambiaron su lugar de residencia hacia el año 1680 acosados por las incursiones piratas de Lorencillo (Laurens de Graaf) al momento de la dispersión se dividiron en cuatro grupos los cuales ya anteriormente se distinguían por cozoliacaques, los tecominoacanes, mecatepeques y huimangos.
Según el presbítero Manuel Gil y Sáenz en relación con la fundación de la ciudad de Huimanguillo, los Cozoliacaques se trasladaron a Acayucan. Los Tecominoacanes se dividieron en dos, uno se asentó en Cunduacán fundando el pueblo de Boquiapa y el otro se asentó en Huimanguillo con el mismo nombre de Tecominoacán. Los mecatepeques se asentaron entre Tecominoacán y Ocuapan. Y los huimangos a su vez se dividieron en tres partes. Una fundó el pueblito de Huimango en Cunduacán, la otra mezclándose con la raza blanca se establecieron en Ocuapan y la tercera fundaron lo que hoy es Huimanguillo. A pesar de esto se cree que la población de Huimanguillo ya existía cien años antes de estos acontecimientos.
Después de la conquista, los pueblos ahualulcos, de filiación náhuatl, fueron desplazando a las culturas zoques que allí prevalecían y que eran de origen muy antiguo, del tronco mixe zoque, descendientes casi seguramente de los olmecas.
Posteriormente los indios de estas provincias fueron dados en encomiendas a Teodora Manuel. Esto lo podemos leer en el siguiente fragmento de Manuel Mestre Ghigliazza "Los pueblos que se incluyen en la provincia de Tabasco gobernación de Yucatán y los indios tributarios que ahí en cada un pueblo y las personas en quien están encomendadas son los siguientes: Queimanguillo tiene cinco tributarios que pagan cinco xiquipiles de cacao y cinco gallinas por mitad dos hanegas y media de maíz. Están encomendados a Teodora Manuel de primera encomienda."
El desvío del cauce del río Mezcalapa en 1770, realizado por los habitantes de la Chontalpa para evitar las incursiones pirátas, originó que la intendencia general de Guatemala pretendiera extender hasta Huimanguillo sus dominios, pero esto fue impedido por el alcalde mayor de Tabasco y por la intervención del gobierno virreinal de la Nueva España. En efecto, en 2 antiguos mapas que ahora se exhiben en el archivo municipal de Cárdenas, Tabasco, fechados en 1776 y 1777, el territorio de Huimanguillo aparece con el nombre de Guatemala.

### Huimanguillo es anexado a Tabasco
Para el siglo XIX en 1811 y entre las divergencias políticas y debido al abandono en que la provincia de Tabasco había permanecido durante toda la dominación española, el doctor José Eduardo de Cárdenas representando a Tabasco ante las Cortes de Cádiz en España y diputado de la provincia incluyó en la Memoria a favor de los pueblos de Tabasco la petición de que Huimanguillo fuera anexado al estado de Tabasco. El mencionado doctor expresaba:

La línea divisoria puede llamarse verdaderamente matemática: no hay mojones estables y el sitio de los verdaderos anda en cuestión mucho tiempo hace; más este negocio de no muy poca consideración, casi desde que se suscitó, duerme en un muy profundo sueño. Traspuestos los reos sin ningún trabajo de Tabasco a Ahualulcos, y de Ahualulcos a Tabasco, ya no alcanzan los brazos de los respectivos jueces territoriales, que andan ordinario en competencias; y así se eluden escandalosa y ridículamente las provincias más serias y urgentes.

Y aquí pedía la anexión del partido de los Ahualulcos a Tabasco:

"Agréguese a Tabasco todo lo que media entre los actuales límites y el caudaloso río de Tonalá; espacio que sólo constará de 17 leguas en el que hay cuando más cinco poblaciones y de ellas sólo una considerable que es Huimanguillo".

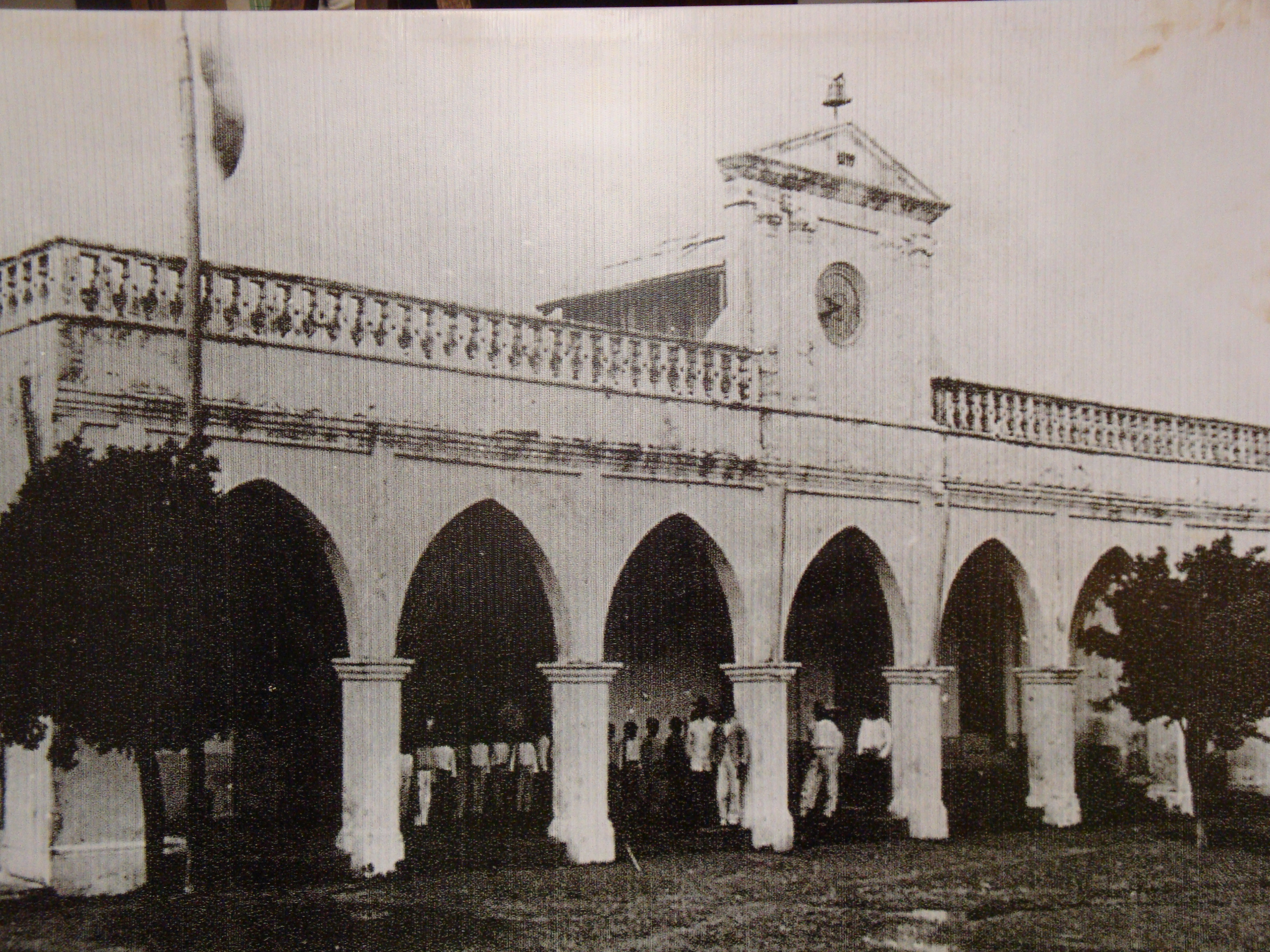
Antiguo palacio municipal de la ciudad de Huimanguillo

Desde las décadas iniciales al siglo XVII las autoridades tabasqueñas habían hecho las primeras peticiones para desmembrar el partido de los Ahualulcos de la provincia de Coatzacoalcos, y anexarlo a la provincia tabasqueña, "por faltarles la administración de los santos sacramentos y la de la justicia, a causa de la distancia de 40 leguas de despoblado y 16 más que media la cabecera del mencionado partido, que componen 56, y sólo haber 12 al del referido Tabasco, y ser asilo de los delincuentes y forajidos de este."
Así mismo antes en 1803 el gobernador de Tabasco le plantea al Virrey una situación concerniente a su provincia y que incluía al problema "los perjuicios que ocasionaba la cercanía de los pueblos de Ocuapan y Huimanguillo, entonces correspondientes a la intendencia de Veracruz". El asunto remitía a la pronta necesidad de integrar ambos a Tabasco como única solución al problema. Finalmente y gracias a lo formulado por José Eduardo de Cárdenas y Romero en las Cortes de Cádiz se integra el partido de Huimanguillo, donde quedan comprendidos los pueblos de Zanapa, Ocuapan, Mecatepec y Huimanguillo con todas sus haciendas y rancherías.

### La lucha libertaria
En febrero de 1816, se dio el segundo brote armado por la lucha independentista nacional en Tabasco, cuando Atanacio de la Cruz se alzó en armas y tomó la villa de Huimanguillo, pretendía tomar también Cunduacán, Acayucan, Coatzacoalcos y Tonalá, sin embargo, fue derrotado y encarcelado por el gobernador Francisco de Heredia y Vergara.
El 25 de agosto de 1821, el capitán Juan Nepomuceno Fernández Mantecón llegó a Huimanguillo en donde se juró la independencia ese mismo día, y donde se le unieron muchos simpatizantes entre ellos Fernando Nicolás Maldonado y José María Jiménez Garrido.

### La disputa por el territorio
En 1840 el cantón de Huimanguillo es separado de Tabasco para ser anexado al distrito de Acayucan, Veracruz, sin embargo, la protesta de las autoridades tabasqueñas y la intervención del entonces gobernador del estado José Víctor Jiménez, quien el 4 de junio de 1856 subió a la tribuna del Congreso Constituyente para solicitar que Huimanguillo fuera reintegrado a Tabasco, como se desprende el siguiente texto de su intervención:

..."El Distrito de Huimanguillo pertenecía a Tabasco todavía en 1812(...) debido a la redistribución territorial de México, el Distrito en cuestión, fue quitado a Tabasco para ser anexado a Veracruz, sin embargo, su capital dista de esta población casi 6 días de camino, mientras que de la Capital de Tabasco apenas dista diez y ocho leguas, además de tener un gran intercambio de comercio, tradiciones y familias con la Provincia de Tabasco, por lo que sus habitantes desean ser reintegrados al estado..."

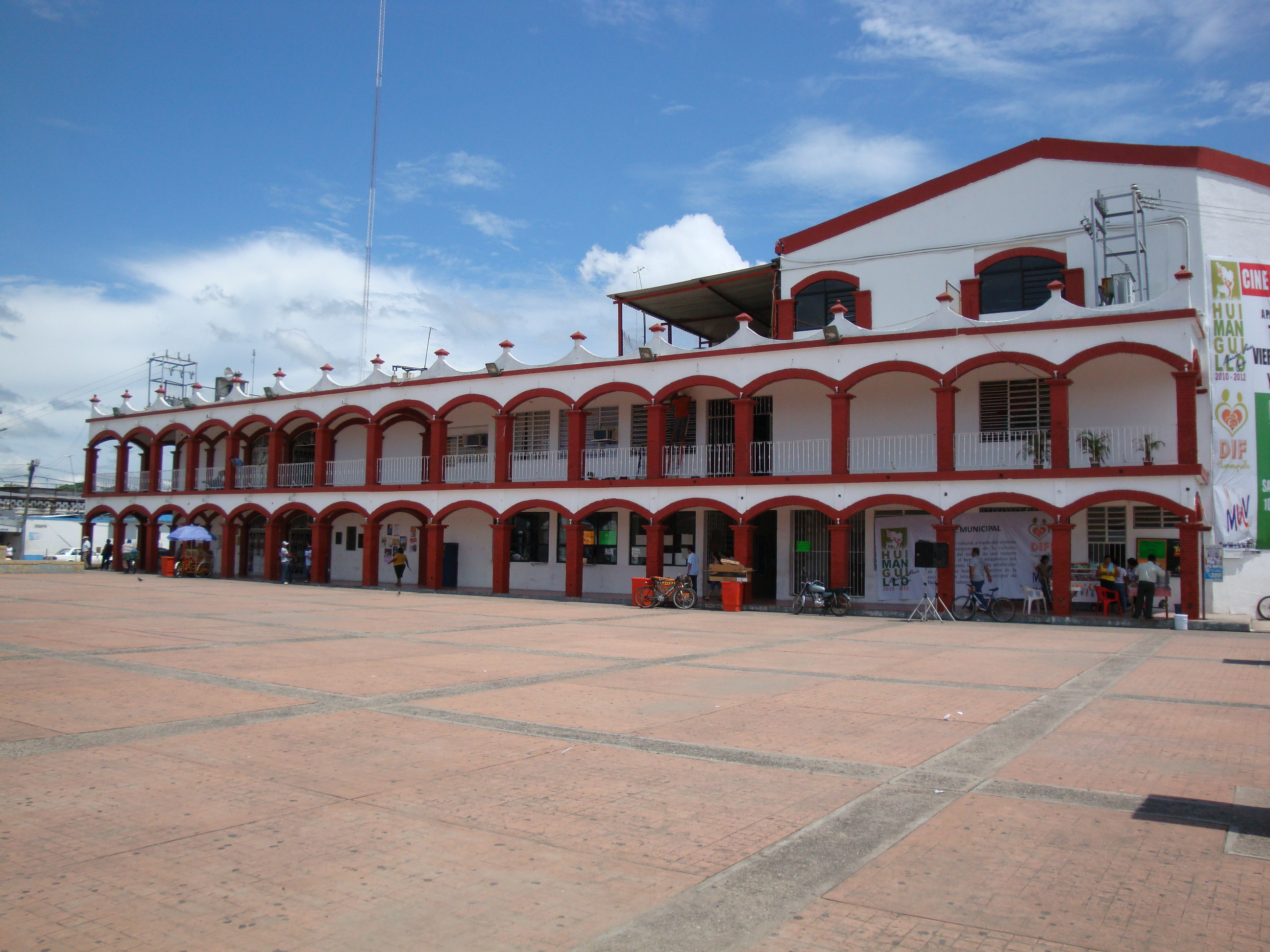
Actual Palacio Municipal de Huimanguillo.

Derivado de lo anterior, el Congreso Constituyente, resolvió y plasmó en la Constitución de 1857 que Huimanguillo sería reintegrado al estado de Tabasco en calidad de cabecera de partido, teniendo como pueblos a Tecominuacán, Mecatepec, y Ocuapan, con todas sus riberas, haciendas y rancherías. "Cuando la Constitución de 1857 en su artículo cuarto, otorgó a Tabasco la posesión legal del entonces cantón de Huimanguillo, se puso fin, en términos legales, a un punto de conflicto entre este estado y el de Veracruz; conflicto que tuvo su gestación y buena parte de su desarrollo a lo largo de la colonia".
Sin embargo, el 3 de marzo de 1865, con el Segundo Imperio Mexicano el cantón de Huimanguillo de nuevo es separado de Tabasco y anexado al departamento de Tehuantepec. Pero a la caída del Segundo Imperio Mexicano, y la restauración de la Constitución de 1857, Tabasco recuperó de nuevo este territorio.

### Huimanguillo en la Revolución mexicana
En 1902 se integra el club antirreeleccionista Melchor Ocampo, fue el primer grupo organizado en Huimanguillo y que presagiaba el principio de la revolución en Tabasco. La mesa directiva estaba integrada por el presidente Fernando Aguirre Colorado, vicepresidente Rubén del Valle, primer vocal Saúl del Valle y fue primer secretario Pedro C. Colorado, todos ellos pertenecientes también al grupo masónico de la localidad.
Durante los inicios de la lucha revolucionaria en Tabasco, muchos fueron los huimanguillenses que se alzaron en armas y se unieron al general Ignacio Gutiérrez en la lucha en contra del gobernador Abraham Bandala en 1910, entre ellos: Pedro C. Colorado, José Acuña Pardo, César Brito y N. Balcazar Santana. 
En 1911, se realizó en Huimanguillo el primer "bautizo revolucionario" que hubo en la República, en la casa del doctor Adolfo S. Aguirre. El oficiante que reemplazó al sacerdote, vertiendo agua del río Mezcalapa en la cabeza del niño José Manuel Aguirre del Valle, dijo: "yo te bautizo José Manuel en nombre de la libertad".[cita requerida]
Posteriormente, después del asesinato de Francisco I. Madero y Pino Suárez, los maderistas se agruparon en Huimanguillo. Los hermanos Ernesto y Fernando Aguirre Colorado, Isidro Cortés, Áureo L. Calles, Aureliano y Pedro C. Colorado lanzaron el 5 de abril de 1913 el grito de rebelión y conformando un grupo de 100 hombres tomaron la población de Cárdenas y al día siguiente 6 de abril, tomaron la villa de Huimanguillo.
A ellos se les unieron los hermanos Alejandro y Carlos Greene, y el 8 de abril lanzaron su proclama desconociendo a Victoriano Huerta, en contra de la restauración del porfiriato, en defensa de la no reelección y por las garantías individuales. Así, el 28 de mayo de 1913 conformaron el "Ejército Constitucionalista del Occidente de la Chontalpa" nombrando como primer jefe al huimanguillense Pedro C. Colorado, acompañado de Aurelio Sosa Torres y Carlos Greene. Logrando tomar la capital del estado el 2 de septiembre de 1914.

### Descubrimiento de La Venta
En 1925, los exploradores Frans Blom y Oliver La Farge, llegaron a través del río Blasillo a lo que era el islote del más grande centro olmeca: La Venta, dando a conocer la noticia en 1926 en su libro "Tribes and Temples". Posteriormente, en 1938, el arqueólogo Matthew Stirling realizó sensacionales descubrimientos en La Venta, principalmente las cabezas colosales, y levantó un plano de la zona. Entre 1939 y 1965 publicó varios trabajos acerca de la cultura olmeca.
En 1957 se inauguró el Ferrocarril del Sureste, comunicando al municipio de Huimanguillo con el resto del país, al tener 6 estaciones en su territorio.

## Personas destacadas
- Rafael Martínez de Escobar: (1889–1922).- Abogado y político, fue delegado del Partido Nacional Progresista a la convención de México en 1911; postuló la fórmula Madero – Pino Suárez. Siendo presidente del Partido Liberal Constitucionalista. Fue Diputado constituyente al Congreso de Querétaro en 1916 – 1917. Murió asesinado en la llamada masacre de Huitzilac, Morelos.

- Fernando Aguirre Colorado: (1879–1966) Revolucionario, presidente del club liberal Melchor Ocampo. Fue Diputado local, Diputado federal, Presidente municipal de Huimanguillo y Gobernador del Estado.

- Ernesto Aguirre Colorado: (1889–1939).- Gobernador del estado de Tabasco en 1917. Fue diputado al Congreso de la Unión por Tabasco, Revolucionario destacado en el movimiento maderista.

- Aureliano Colorado Calles: (1876–1945).- Liberal revolucionario, magonista, antirreelecionista y carrancista, fue gobernador del Estado.

- Aureo Lino Calles: (1887–1957).- Gobernador interino en 1935 y subsecretario de la Defensa Nacional. Se incorporó a la revolución como soldado raso a las órdenes de Ernesto Aguirre Colorado. Figuró en las fuerzas constitucionalistas en 1913.

- Gonzalo Acuña Pardo: (1875-1947).- Abogado, director del Instituto Juárez, magistrado del Tribunal Superior de Justicia y Gobernador interino.

- José Acuña Pardo: Fue un militar mexicano que participó en la Revolución mexicana. En 1910 se incorporó a las fuerzas maderistas del General Ignacio Gutiérrez que operaba en su estado natal; participó en la Batalla de Cárdenas, la Batalla de Candelero, la Batalla de San Felipe y la Batalla de Río Nuevo.

- Pedro C. Colorado: (?-1915).- Militar mexicano que participó en la Revolución mexicana en Tabasco. Se levantó con Ignacio Gutiérrez en Tabasco en 1910, y peleó en los combates de El Calendero, San Felipe, Río Nuevo, Aldama y otros. Después del cuartelazo de Victoriano Huerta fue de los primeros en levantarse nuevamente. Fue designado gobernador y comandante militar de Tabasco el 28 de agosto de 1915, pero el mismo día de su toma de posesión hubo un levantamiento encabezado por el teniente coronel villista Gil Morales, quien lo asesinó.

- N. Balcázar Santana: Fue un militar mexicano que participó en la Revolución mexicana en Tabasco. Fue conocido también con el nombre de “Santanón”. Se pronunció a favor del Plan de San Luis, lanzándose a la lucha en 1911 en Mecatepec, Tabasco, junto al General Ignacio Gutiérrez siendo los dos los pioneros de la lucha revolucionaria en Tabasco.

- Efraín Cruz Acuña: Fue un militar mexicano que participó en la Revolución mexicana. Debido a su participación en una conspiración en contra de Victoriano Huerta fue aprehendido, logró escapar y se unió a las fuerzas de Ramón Sosa Torres, con quien operó en los estados de Yucatán y Tabasco.

- César Brito: Fue un militar mexicano que participó en la Revolución mexicana en Tabasco. En 1910 se incorporó al ejército maderista que se formó en Tabasco. Cuando el cuartelazo de Victoriano Huerta, se levantó en armas bajo las órdenes de los generales Carlos Greene y Ernesto Aguirre Colorado.

- Hilda Aguirre Ontiveros: (11 de agosto de 1944). Es una actriz mexicana, reconocida en sus inicios por su belleza, hija del abogado José Manuel Aguirre Colorado quien trabajaba en la Lotería Nacional y de la señora María Amparo Ontiveros. Es reconocida como una primera actriz de México. Durante su carrera ha actuado en muchas películas y en varias telenovelas.

- Manuel Arenas Jiménez: (1878–1915). Distinguido militar, luchó contra los restauradores porfiristas.

- Adolfo S. Aguirre: (1877–1917). Médico e investigador. Fue secretario de la Escuela Nacional de Medicina y senador suplente por el estado de Tabasco.
- Felix Acuña del Valle (1907-1989). Presidente municipal durante el periodo 1967-1970 único Presidente municipal que vendió sus pertenencias para darle desayunos escolares a los niños y pagar cuentas del pueblo.

## Demografía

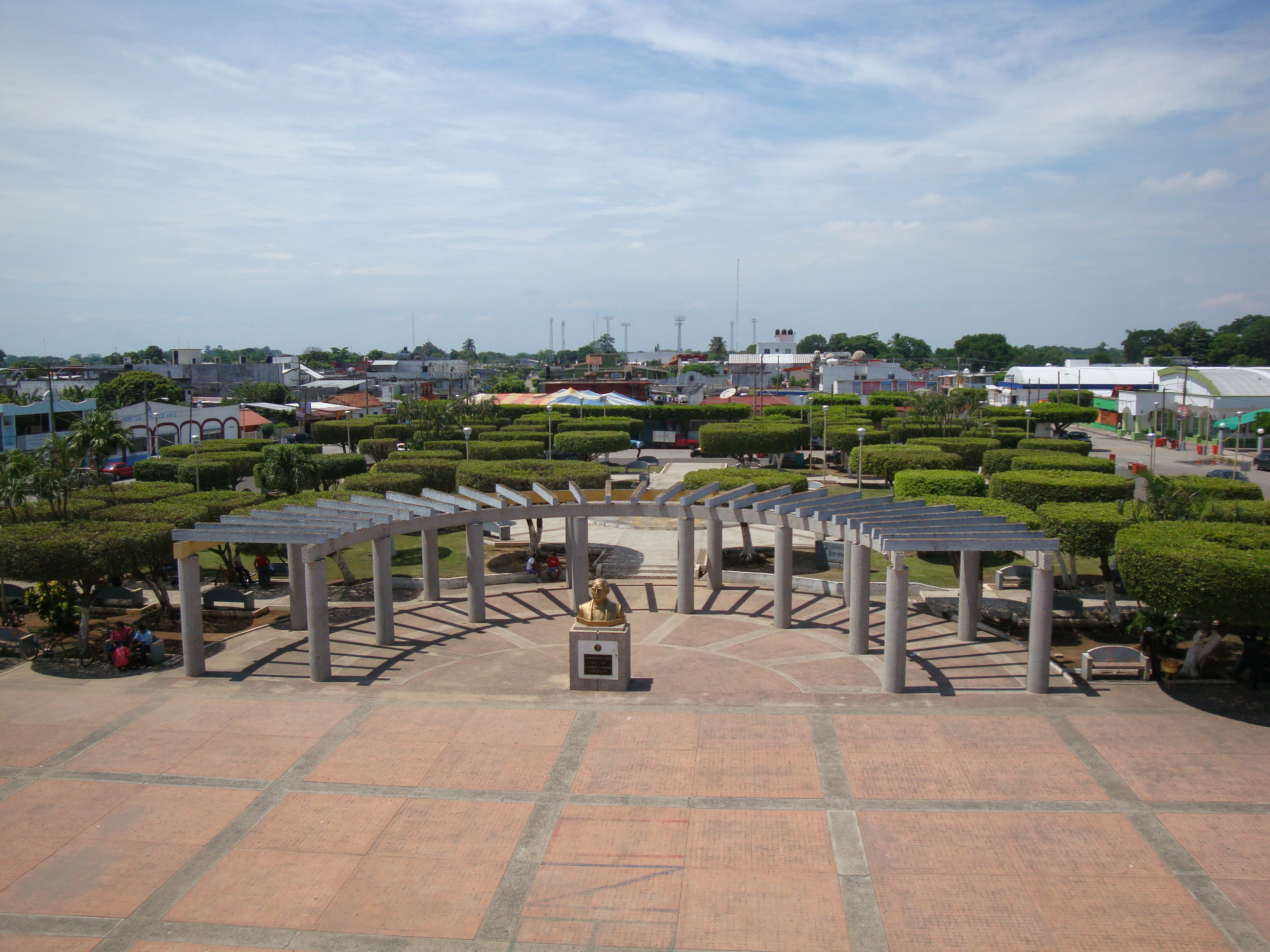
Parque Juárez en la ciudad de Huimanguillo

Según resultados preliminares del Censo General de Población y vivienda 2020 del INEGI, el municipio cuenta con 190 885 habitantes.

## Medio físico

### Límites municipales
Tiene límites administrativos con los siguientes municipios o accidentes geográficos, según su ubicación:
| Noroeste: Agua Dulce            | Norte: Cárdenas | Nordeste: Cárdenas y Reforma       |
| Oeste: Las Choapas y Agua Dulce |                 | Este: Reforma, Juárez y Pichucalco |
| Suroeste: Las Choapas           | Sur: Mezcalapa  | Sureste: Pichucalco y Ostuacán     |

### Orografía
Por su extensión, este municipio presenta tres formas diferentes de relieve; en la parte occidental presenta suelos característicos de zonas costeras, que cubren el 2% de su superficie; la parte meridional presenta un relieve montañoso, que abarca el 11% del territorio. El 87% restante de la superficie municipal está ocupado por la planicie tabasqueña, que es la forma de relieve dominante en el estado.
En el municipio de Huimanguillo se halla el cerro Mono Pelado, el cual, con 1000 m s. n. m., constituye el punto de mayor elevación en el estado; sirve también como límite entre los estados de Chiapas y Tabasco. Otros cerros, de menor elevación, son los de La Pava, La Ventana, La Copa y Las Flores.

### Clima
Debido a su orografía, Huimanguillo presenta dos tipos de clima; el primero es el cálido húmedo con abundantes lluvias en verano (Am), que es el clima dominante en Tabasco, con una temperatura media anual de 26.2°C, con una máxima media mensual de 30.6 °C en el mes de mayo y una máxima absoluta de 45 °C; la mínima absoluta alcanza los 14 °C. Este tipo de clima se presenta en las zonas bajas y planas del municipio.
En las zonas que presentan un relieve montañoso, se aprecia el clima cálido húmedo con lluvias todo el año (Af), que es el clima que presentan las selvas altas de Chiapas, Veracruz y la sierra tabasqueña; cuya temperatura media varía entre 25.4 °C y 26.9 °C. Se presenta poca variación de las precipitaciones a lo largo del año, aunque estas disminuyen en invierno, presentándose en esta estación, solamente un 14.4% del total anual.
La precipitación media anual es de 2 290.3 mm, con un promedio máximo mensual de 322 mm en septiembre y un mínimo de 0 mm en abril.
Los mayores vendavales ocurren en los meses de noviembre y diciembre con máximas de 30 km/h, localizándose los mínimos en el mes de mayo, siendo del orden de los 18 km/h.

## Flora
En esta zona existen áreas con vegetación diversa, en donde podemos encontrar selva alta perennifolia con árboles mayores de 30 m de altura y algunos de selva media perennifolia de 15 a 30 m de altura como el cedro, caoba y tatuán.
Gran parte de los recursos forestales han sido talados, lo cual ha provocado la formación de selva secundaria diferente. Otro tipo de vegetación importante son los popales, suelos bajos inundables, en donde se cultiva maíz, frijol y calabaza en diferentes épocas del año.
Por último se detecta una extensión bastante grande de sabanas (140.000 has) utilizadas para la ganadería principalmente, cuyas características son pasto natural de 1.5 m de altura.
La fauna del municipio es escasa, en gran medida por falta de vegetación, sin embargo, se pueden mencionar algunas especies como el saraguato, conejo, tepezcuintle, tortuga, y gran variedad de pájaros.

## Economía

### Agricultura

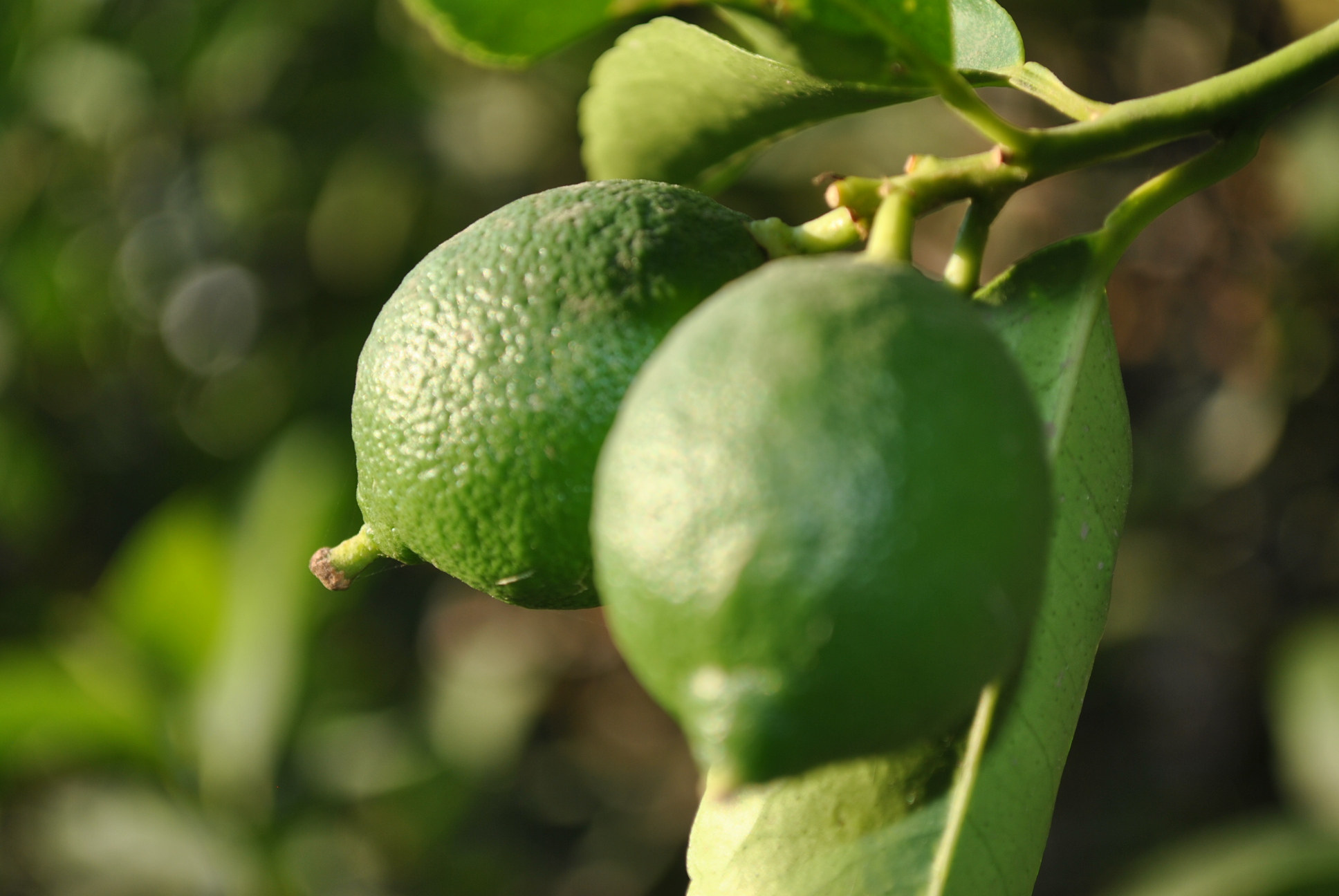
Huimanguillo es el principal productor de cítricos en Tabasco.

La actividad agrícola en el municipio está destinada a la producción de cítricos y granos básicos. Huimanguillo, es el principal productor de cítricos en el estado. En 1997 la superficie sembrada fue de 59,970 ha.  De esa superficie el cultivo de maíz representó 32.44%, los frutales como la naranja representó el 29.60%, el limón 3,276 representó el 5.46%; la piña ocupó 9.67% (siendo el principal productor en el estado); el cacao ocupó el 13.32%; la caña de azúcar representó el 8.0%; y el arroz ocupó el 2.25% del total de la superficie agrícola municipal.

### Ganadería
Es una de las principales zonas ganaderas del estado, ocupando el segundo lugar en importancia por su producción de ganado bovino de carne y leche. Como productor de aves de corral ocupa el primer lugar en el estado, y es un importante productor de porcinos, ovinos y equinos.

### Forestería
Huimanguillo es el municipio con mayor extensión de plantaciones forestales comerciales en el país, desde mediados de la década de los noventa una serie de proyectos se ha establecido en la entidad, superando las 15,000 ha plantadas de especies maderables como el eucalipto, la melina, la teca y el hule.

### Industria
Esta actividad se ha incrementado en los últimos años, sobresaliendo la industria petrolera, en particular la perforación de pozos. Petroleos Mexicanos tiene en el municipio cientos de instalaciones entre las que sobresalen: El Complejo Procesador de Gas "La Venta", las baterías de separación y compresoras "Tecominoacán", "Paredón" y "Jujo", así como cientos de pozos productores entre los que destacan: "Cinco Presidentes", "Magallanes", "Ogarrio", "Blasillo", "Tembladeras", "Otates", "Tecominoacán", "Mecatepec", "Giraldas", "Jujo", "Paredón" y "San Manuel".
La agroindustria se está desarrollando. En el pueblo Martínez Gaytán funciona una planta deshidratadora de yuca, primera en su tipo en cuanto a tecnología en México y en el ámbito mundial.
En el pueblo Pino Suárez funciona también una planta procesadora de yuca y una de cítricos denominada Citrus aunque ya no está funcionando debido a que bajo la producción de materia prima (naranja) y en la cabecera municipal existe una fábrica procesadora de mermelada de piña de industrias Bimbo.

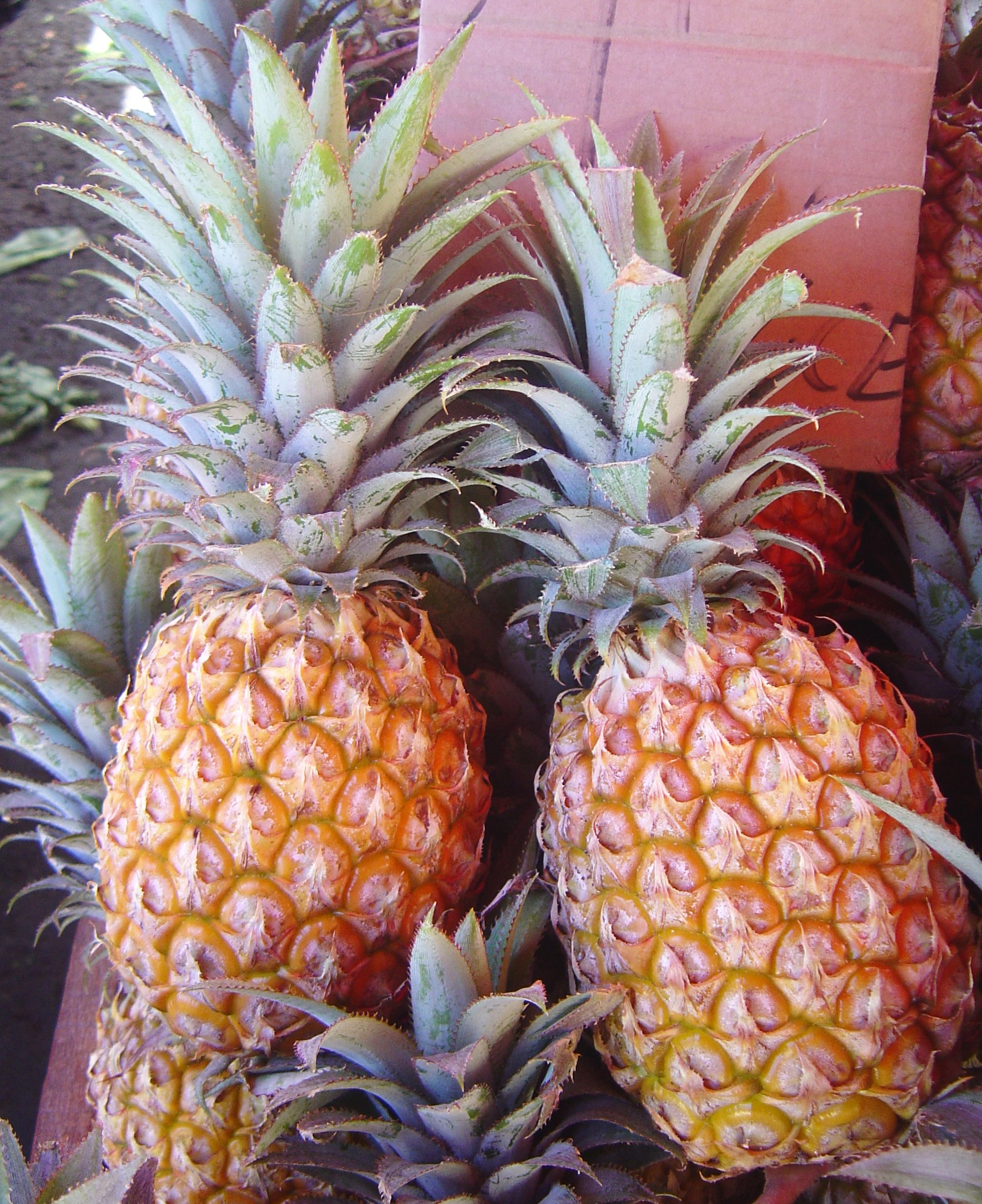
La piña se produce en Huimanguillo

## Turismo

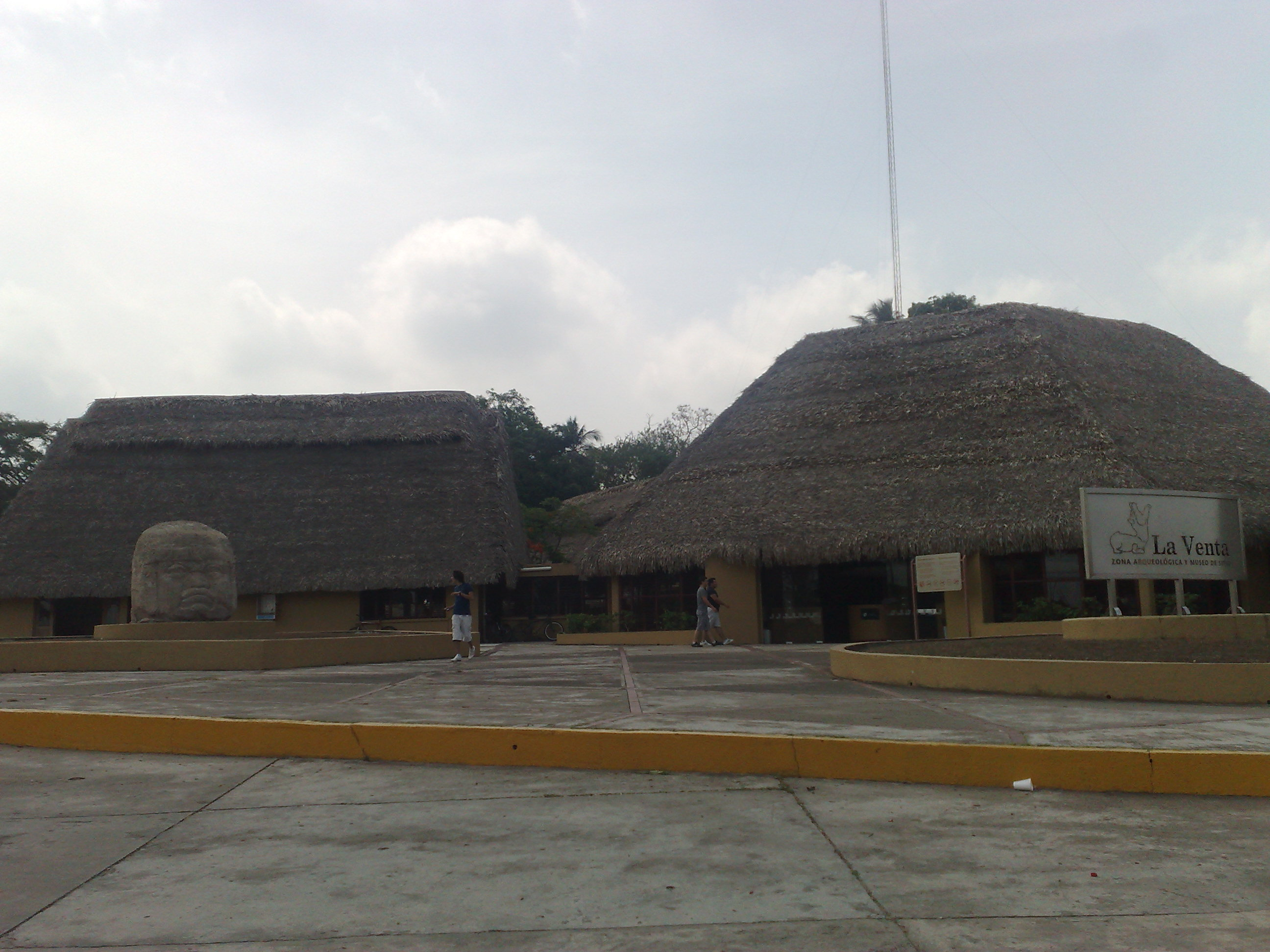
Entrada a la zona arqueológica de La Venta.

### La Venta
La zona arqueológica de La Venta pertenece a la cultura Olmeca, cuya importancia reside principalmente en su antigüedad, ya que su pirámide principal, es considerada la más antigua de Mesoamérica, en el patrón y orientación tan regular de su extensa traza arquitectónica y en su función con un centro cívico – ceremonial y residencial.
El auge principal de la venta se dio entre los años 1000 y 600 a. C. Durante ese periodo, la ciudad cubría, al parecer, un área cerca de 200 hectáreas, y en su entorno inmediato había una extensa red fluviolagunar, rica en flora y fauna. Actualmente se pueden apreciar numerosos montículos que, en su tiempo formaron conjuntos o complejos arquitectónicos la mayoría de los edificios tuvieron una misma orientación y estuvieron ordenados a lo largo del eje norte-sur; estaban constituidas por plataforma hechas mediante la acumulación de enormes cantidades de diferentes tipos de tierra, arcillas y arenas, y sobre estas se erigían construcciones de material perecedero como: paredes de bajareque y techos de palma. En general, las plataformas tienen una altura de 3 a 4 metros, y unos 100 de largo como máximo.
En la zona arqueológica se cuenta con un museo de sitio, que ofrece un panorama general de lo que fue la cultura Olmeca principalmente en La Venta. Exhibe la maqueta de la zona y gran número de piezas arqueológica; además textos explicativos, fotografías, pinturas y dibujos.

### Agua Selva
Agua Selva es una zona ecoturística donde el elemento agua y la selva se enlazan a la perfección para ofrecer al visitante un espléndido panorama natural. Se localiza en la sierra de Huimanguillo a 142 km de la capital del estado (Villahermosa). Comprende aproximadamente mil hectáreas de extensión que por la abundante vida silvestre que ahí existe se ha considerado área de reserva ecológica. La zona cuenta con cabañas, restaurante, recorridos y cascadas. Se pueden realizar actividades de ecoturismo como rapel y senderísmo entre otras.
Agua Selva ofrece impresionantes paisajes conformados por la vegetación de selva siempre verde y la imponente belleza de arroyos, pozas de formación natural y un buen número de cascadas de agua cristalina. Se incluyen también dos caprichosas formaciones geológicas conocidas como la pava y la Copa, además de innumerables depresiones y hondonadas de la mencionada sierra.
De las cascadas, la que tiene por nombre Las Flores, es la más alta de la zona mide más de cien metros y a la mitad de la misma, se localiza un árbol abrazando una enorme piedra en conjunto con los agrestes acantilados y la vegetación circundante, constituyen un importante atractivo natural.
Entre otras cascadas se encuentran las denominadas: Velo de Novia, Las Golondrinas y los Tucanes. En las dos últimas, durante la primavera y el verano pueden admirarse multitud de bellas aves.

### Malpasito

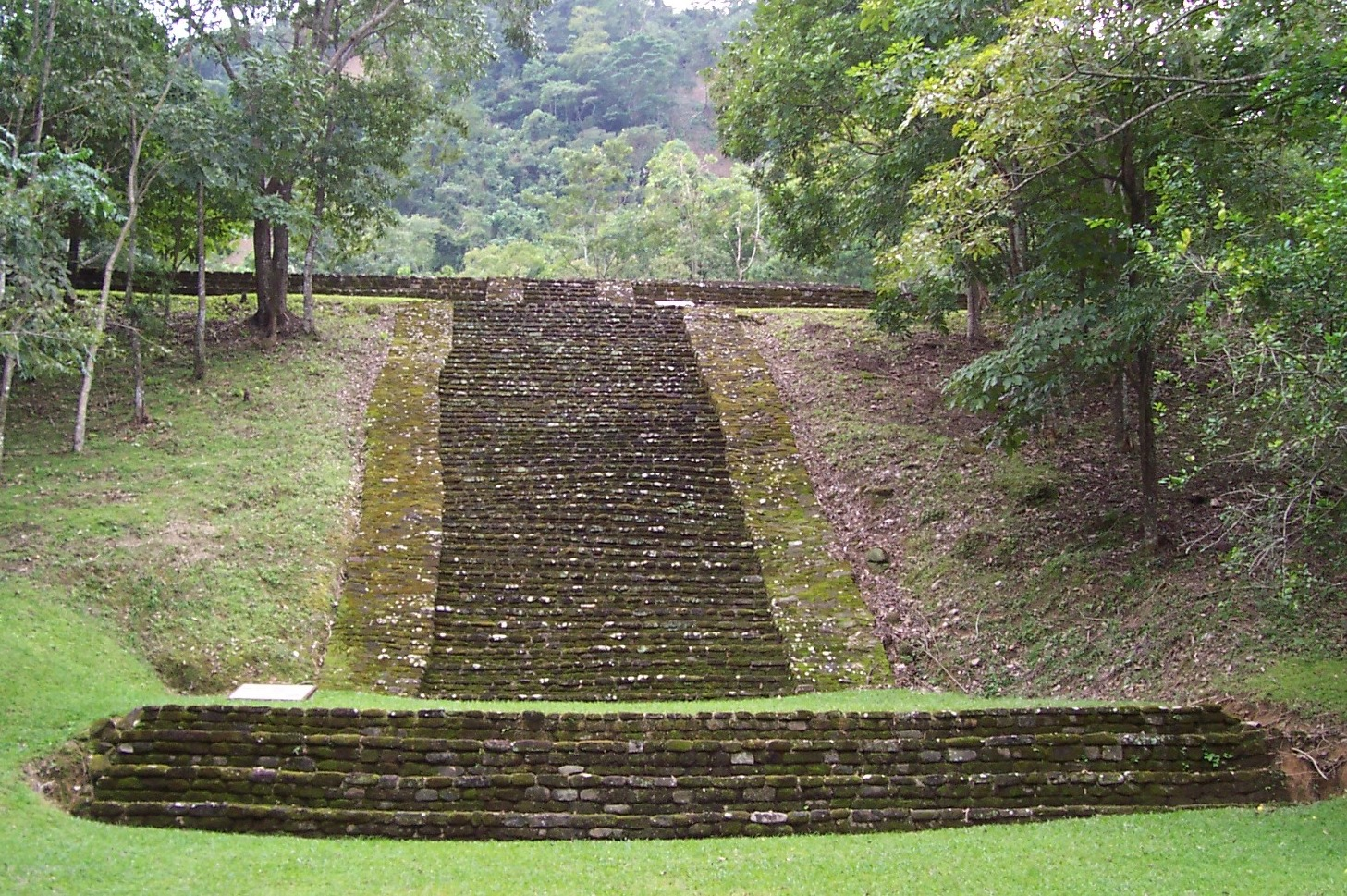
Zona arqueológica de Malpasito.

La zona arqueológica de Malpasito con características de la cultura zoque. Su ocupación sé dio durante el período clásico tardío entre los años 700 a 900 d. C. La distribución de sus construcciones sigue un eje sur-norte aprovechando el relieve del terreno destaca el juego de pelota y varias estructuras que delimitan un patio hundido y a la plaza principal del conjunto.
Otro atractivo son los petroglifos que se localizan en las inmediaciones de la zona arqueológicas y en los ejidos próximos como el propio Malpasito, Villa Guadalupe y Francisco J. Mújica. En estas rocas se representaron personajes animales y diseños geométricos algunos de ellos con carácter simbólico relacionados con ritos de fertilidad y cacería en estos grabados también se representan maquetas de asentamientos y perfiles de construcción.

### Parque Olmeca Zoque
Localizado en las cercanías de la laguna del Rosario. En la laguna se puede bañar, hay cabañas, hotel, restaurante y se pueden realizar actividades propias de ecoturísmo.

### Información turística
Puedes consultar información turística en la página de Facebook: Soy Huimanguillo, es una página enfocada a contar las historias, lugares turísticos, tradiciones, costumbres, eventos, platillos típicos, productos locales, etc.

## Infraestructura

### Comunicaciones

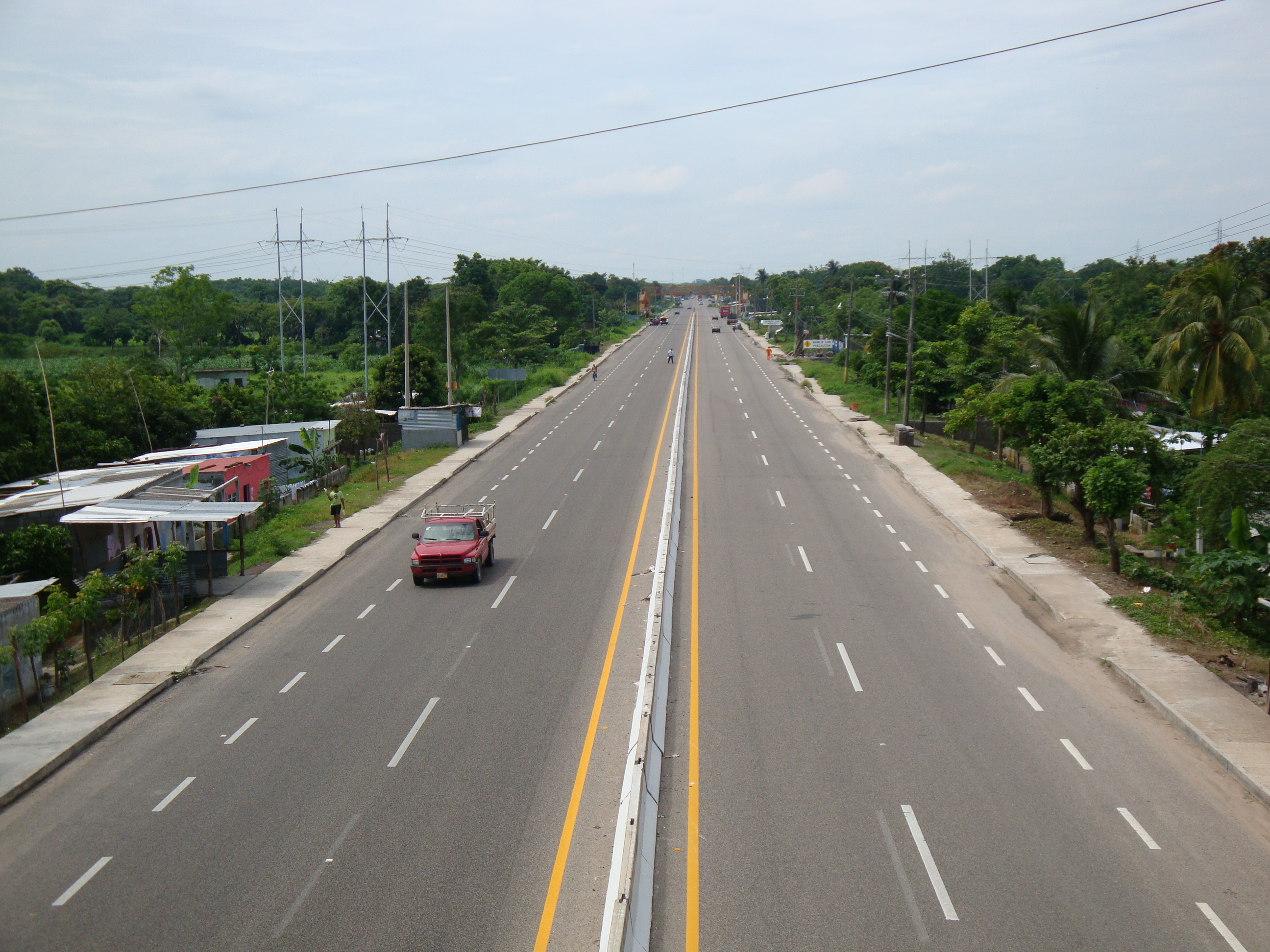
Carretera federal 187, Mal Paso-El Bellote, tramo de 4 carriles Cárdenas-Huimanguillo.

#### Carreteras
El municipio de Huimanguillo es atravesado por dos carreteras federales.
- La carretera federal N.º 180 también conocida como "Circuito del Golfo y del Caribe" atraviesa parte de la zona norte del municipio, comunicando a Villa La Venta con las ciudades de Huimanguillo, Heroica Cárdenas y Villahermosa, así como con el resto del país.

- La carretera federal N.º 187 Mal Paso-El Bellote, atraviesa la parte oriental del municipio, comunicando a la ciudad de Huimanguillo con las demás ciudades del estado, incluyendo la capital Villahermosa. Esta carretera cuenta con un tramo de autopista de cuatro carriles entre las ciudades de Huimanguillo y Heroica Cárdenas.

#### Vías férreas
El municipio también cuenta con la red ferroviaria del Ferrocarril del Sureste (Coatzacoalcos-Mérida). En el municipio, existen varias estaciones ferroviarias como son: Francisco Rueda, Mosquitero, Zanapa, Villa Chontalpa y San Manuel. Siendo la más importante, la ubicada en Villa Chontalpa, desde donde actualmente se construye un ramal hacia el puerto de Dos Bocas con lo que la zona registrará un importante incremento en el movimiento de mercancías.

## Presidentes Municipales

### Presidentes municipales de 1986-presente
| Nombre                                | Período   |
| César Ernesto Rabelo Dagdug           | 1986-1988 |
| Carlos Francisco Dagdug Cadena        | 1989-1991 |
| Luis Felipe Madrigal                  | 1992-1994 |
| José del C.Torruco Jiménez            | 1995-1997 |
| César E. Rabelo Dagdug                | 1998-2000 |
| Fernando Iris Hernández               | 2000      |
| Manrique Dagdug Urgell                | 2001-2003 |
| Walter Herrera Ramírez                | 2004-2006 |
| Oscar Ferrer Abalos                   | 2007-2009 |
| Gerald Washintong Herrera Castellanos | 2010-2012 |
| Francisco Sánchez Ramos               | 2013-2015 |
| José Sabino Herrera Dagdug            | 2016-2018 |
| José del C Torruco Jiménez            | 2018-2021 |
| Oscar Ferrrer Abalos                  | 2021-2024 |
| Mari Luz Velázquez Jiménez            | 2024-     |

## Principales localidades
- Huimanguillo.- Es la cabecera municipal. En esta se encuentran ubicados los principales edificios públicos del municipio y las representaciones estatales y federales. Las principales actividades económicas son la prestación de servicios, ganadería y comercio.  Su población es de 23,057 habitantes, y la distancia a la capital del estado es de 67 km.
- La Venta.- ciudad. Las principales actividades son la agricultura y la ganadería. La distancia a la cabecera municipal es de 94 km, y su población es de 9,189 habitantes. Cuenta con una fuerte actividad petrolera.
- Villa Chontalpa.- Villa. Las principales actividades son el comercio, la agricultura y la ganadería. La distancia a la cabecera municipal es de 22 km, y su población es de 5,584 habitantes. Cuenta con estación del Ferrocarril del Sureste. Existen plantas procesadoras de cítricos.
- Poblado C-31 (Francisco Villa).- Las principales actividades son la agricultura y la ganadería. La distancia a la cabecera municipal es de 22 km, y su población es de 3,309 habitantes.
- Poblado C-32 (Francisco Trujillo Gurría).- La principal actividad es la agricultura. La distancia a la cabecera municipal es de 28 km, y su población es de 3,331 habitantes.
- Poblado C-34 (Benito Juárez).- La principal actividad es la agricultura. La distancia a la cabecera municipal es de 41 km, y su población es de 2,690 habitantes.
- Poblado C-40 (Ernesto Aguirre Colorado).- Las principales actividades son la agricultura y la ganadería. La distancia a la cabecera municipal es de 4 km, y su población es de 3,088 habitantes.
- Poblado C-41 (Carlos A. Madrazo). Las principales actividades son la agricultura y la ganadería. La distancia a la cabecera municipal es de 16 km, y su población es de 3,444 habitantes.
- Villa San Manuel. Una de las actividades económicas que desarrolla la población es el cultivo de plátano, actividad que cuenta ya con varios años de producción. También existe abundante producción de maíz. La población se localiza en la margen derecha del río Mezcalapa en donde se encuentra uno de los mejores puentes del municipio construido en 1949. Una de las celebraciones principales que se llevan a cabo es la feria al santo patrono de la localidad San José que se celebra el 19 de marzo. Dentro del área circundante se encuentra una base de Pémex. Villa San Manuel tiene una población de 2,000 habitantes y se encuentra a 30 m s. n. m.